# 地雷震
《地雷震》是日本漫画家高橋努的出道作。日本由講談社發行，台灣由東立出版社代理。2008年11月起在月刊Afternoon的增刊『good!Afternoon』上開始連載續篇《地雷震diablo》。

## 概要
這是一部以刑警·飯田響也為主人公的短篇案件作品，重視對犯罪者心理的描寫。作為作者的出道之作，能看到畫風逐卷進步。後期少年犯罪、邪教、器官移植等故事，也成為當時社會的話題。
主人公 就是主角的意思

## 主要登場人物
飯田響也（いいだ きょうや）
新宿署的刑警。表面不顯露感情的沉默寡言的人物。有著為了逮捕犯人不擇手段的冷酷無情的性格，不過，有時也顯出重視朋友的一面。英語技能熟練。
慣用右手，不過在File.5裡右手受傷後就一直改用左手射擊，至續篇也是如此。容貌直至續篇都沒有太大變化。
對犯罪者有著自己的獨到見解，有時言行會讓人感覺與罪犯只有一線之隔。只要認定目標就絕不會放棄。
在續篇《地雷震diablo》中因為圓錐角膜的緣故而失明引退，但因為某人的緣故進行移植恢復了一眼的視力。
相澤江理子（あいざわ えりこ）
正義感強的新人刑警。作品中盤登場、成為飯田的新搭檔。會說英語、中国語、少許西班牙語。有個男友。
與飯田相比有著不少的人情味，但在他的影響下也逐漸學會以冷靜的態度處理案件。
與男友結婚當日因為她的跟蹤狂在婚禮上開槍而失去丈夫。
少數在續篇有登場的前部角色，但是否仍從事刑警一職則不明。
八巻（やまき）
飯田的後輩、認真善良的青年。跟隨飯田進行搜查活動。已婚者。
飯田的原搭檔，價值觀較為正常，和飯田相處久了而慢慢理解對方的行事作風。在漫畫第8卷妻子分娩之際卷入事件喪生。飯田首次露出極度憤怒的感情，追查事件為其報仇。
成田（なりた）
飯田的上司、將退休的老刑事。飯田的理解者、被飯田用「老爹」愛稱稱呼。
作為刑警時冷澈的一面與飯田無異，在退休後則慢慢成了一個有著正義感的普通老人。
在漫畫最后一卷被移植了女兒敦子心臟的女殺手天海殺死，最後飯田殺死天海。
中原（なかはら）
警察醫院的醫師。通過事件與飯田相識，之後成為酒友。
在續篇的初期登場，替飯田進行了非法的移植手術使他恢復視力。
小池彩（こいけ あや）
File.14裡登場的小學生，女性。因為教唆男同學自殺而差點被對方的父親殺死，飯田則在把這事當成遊戲的彩感受死亡的接近時救了她。
之後於File.25和小說版中也有登場，和飯田的關係從最初的利用慢慢轉變為敬佩。
續篇中成為主要角色，並照顧著失明的飯田的生活起居。

## 小說版
由新田隆男創作，內容為小說原創，原作者高橋努負責封面與內容的插畫。